# Gubernia (Radzyń Podlaski)
Gubernia – część miasta Radzynia Podlaskiego w Polsce, w województwie lubelskim, w powiecie radzyńskim.
Rozpościera się wzdłuż ulicy Powstania Styczniowego, w południowej części miasta.

## Historia
Dawny folwark Gubernia należał w latach 1867–1919 do gminy Biała w powiecie radzyńskim. W Królestwie Polskim przynależał do guberni siedleckiej, a w okresie międzywojennym do woj. lubelskiego.  20 października 1933 utworzono gromadę Kozirynek Stary w granicach gminy Biała, składającą się z wsi Kozirynek Stary, wsi Zamek, szpitala św. Kunigundy, folwarku Gubernia i folwarku Marynin.
18 kwietnia 1934 Gubernię włączono do Radzynia.